# Borla

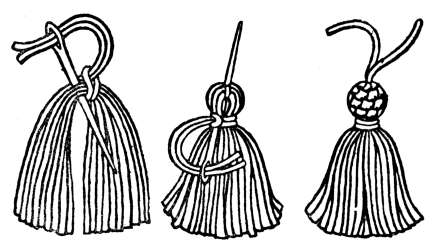
Ilustración de la confección de una borla

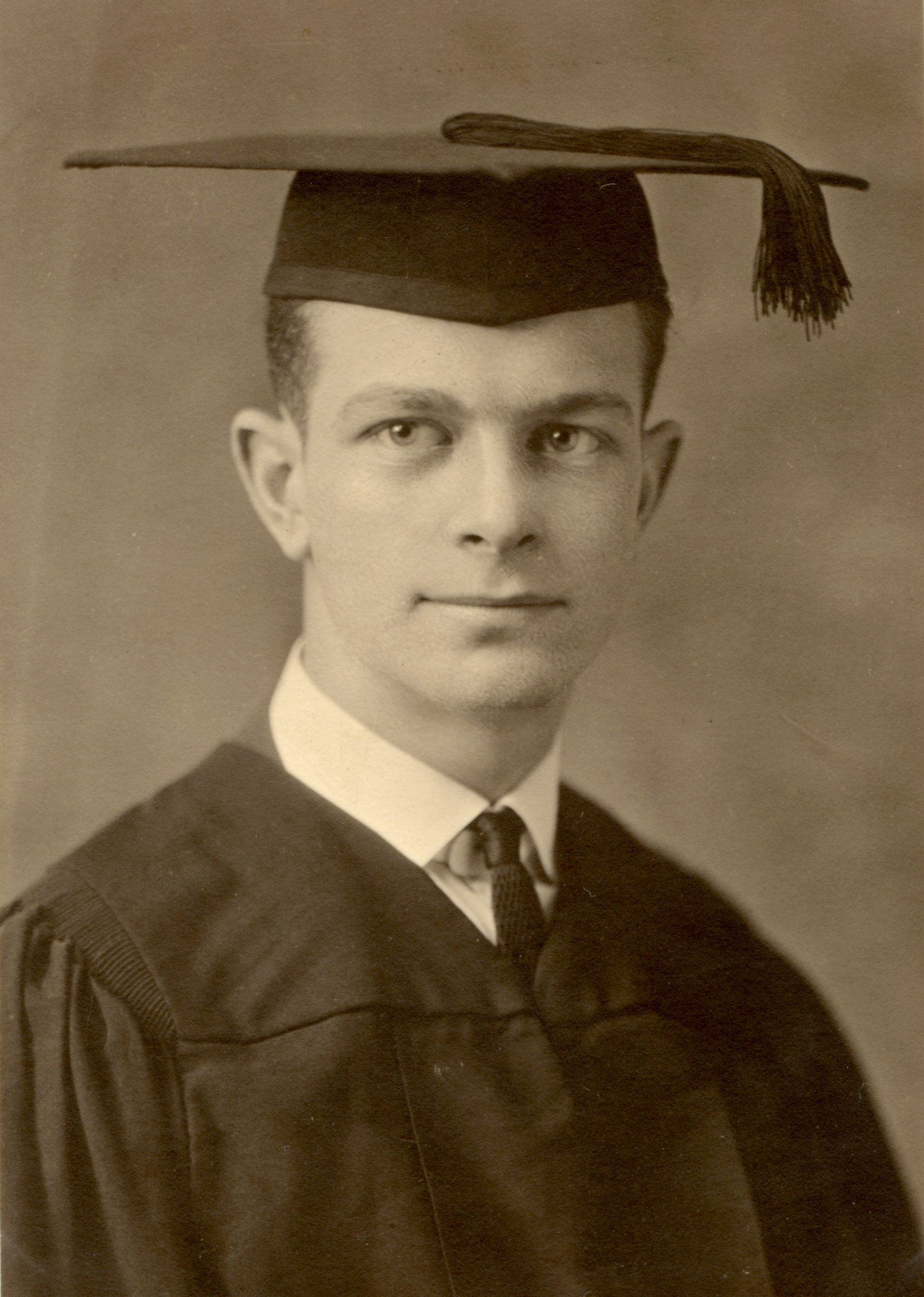
Linus Pauling, al graduarse como Bachiller en Ciencias, en el área de ingeniería de procesos, en la Universidad Agrícola de Oregón, en 1922.

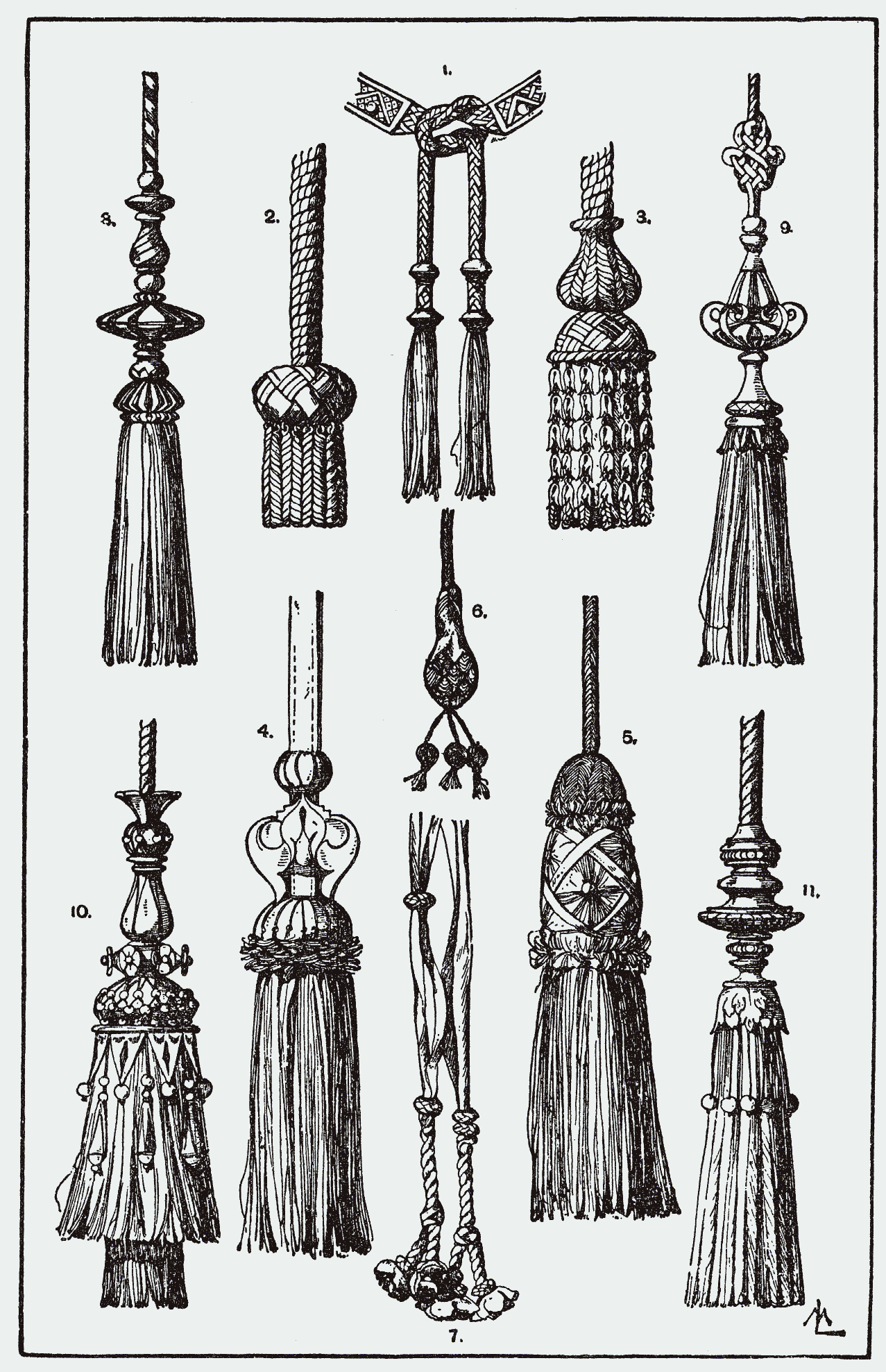
Borlas de cordonería

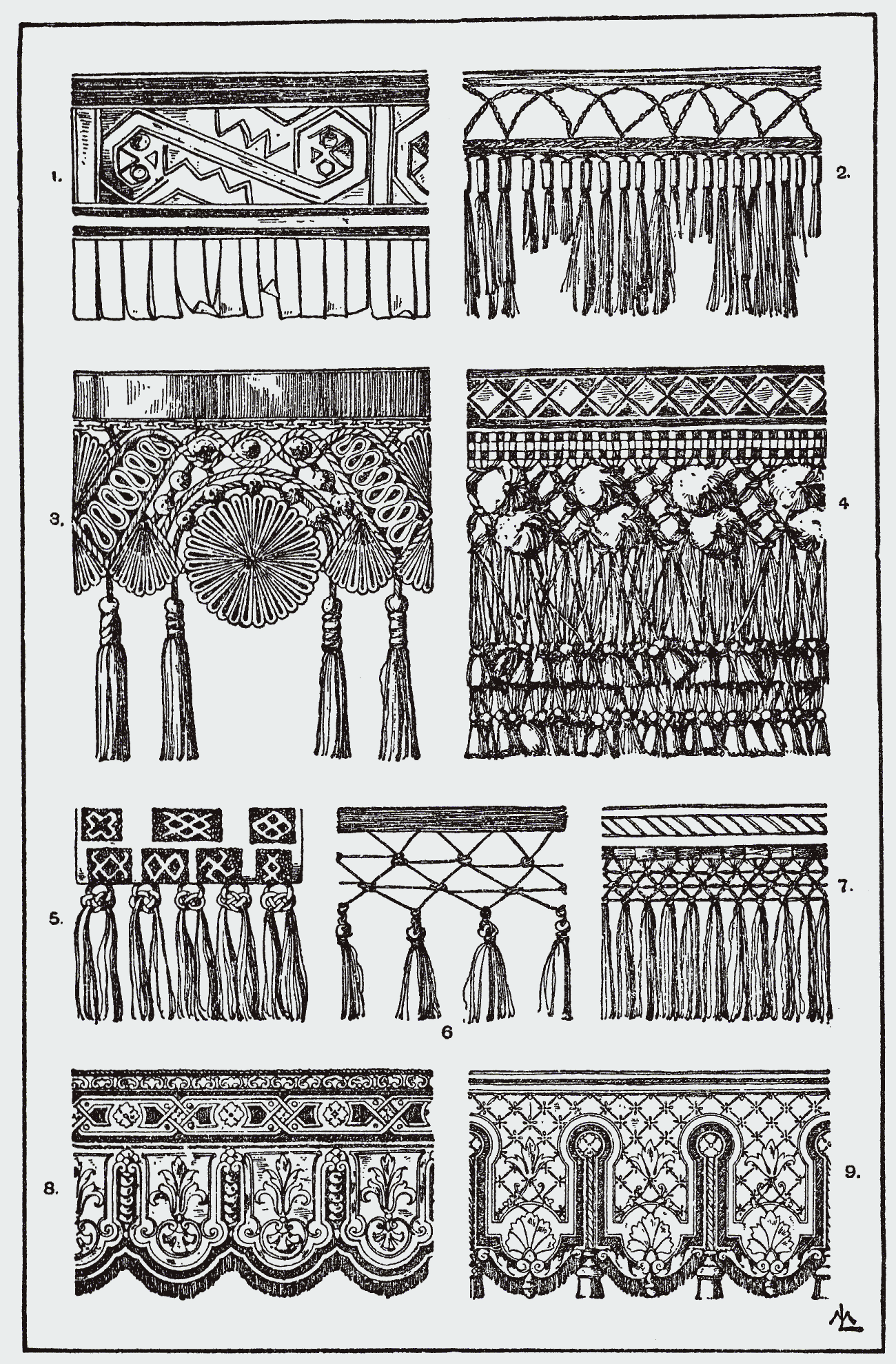
Pasamanería

Una borla es la terminación de un grupo de hilos trenzados o fruncidos. En uno de sus extremos, sobresale un cordón holgado, del que cuelga, y en el otro costado tiene flecos. Habitualmente, las borlas son elementos decorativos, y suelen encontrarse en el dobladillo de algunas prendas de vestir y de cortinas.

## Eventos académicos: graduaciones
Las borlas también se usan en los birretes durante las graduaciones y, posiblemente, sobre los zapatos de los varones en las mismas ceremonias. La borla es un adorno universal y tiene variantes en las culturas. Casi al finalizar la graduación, la borla que cuelga del birrete se mueve del lado derecho hacia la izquierda. Generalmente, toda la clase hace esto al unísono.

### Antecedentes históricos
Estaba mandado a los israelitas traer en las esquinas o remates de sus capas unas borlas de color morado para estar continuamente atentos a la ley de Dios, según dice el abate Fleuri. Estas se llamaban tzitzith, las mismas que llevan hoy día los judíos cuando acuden a la sinagoga en los días de trabajo, suponiendo que en los sábados y en las demás fiestas no necesitan de estas señales exteriores de religión para recordar el cumplimiento de los mandamientos del Señor. Los fariseos llevaban los tzitziths, mucho mayores que los de los demás judíos, para distinguirse de ellos.
Fuera de toda tradición, la instrucción original de Moisés para todo Israel y no solo para los de la tribu de Judá es poner una borla (en hebreo, tzitzit) en los extremos de las vestiduras. Y en la borla, uno de los hilos debe ser azul (en hebreo, tjelet). En Números 15:38, dice: “Habla a los hijos de Israel y les dirás, y harán para ellos borla sobre las alas (o bordes) de sus vestiduras por sus generaciones, y darán sobre la borla un hilo azul. Para que cuando vean la borla se recuerden de todos los mandamientos de Yhuh (Yhuh es una transliteración del nombre hebreo de Dios, Yod Hey Vav Hey). En Deuteronomio 22:12, existe otro mandamiento acerca del uso de flecos en los cuatro bordes o extremos (alas, en hebreo) de los mantos. Estos dos mandamientos se confunden a menudo, debido a lo que se observa en la tradición, la cual ordena utilizar cuatro borlas en las cuatro esquinas o puntas de mantos.

## Otras acepciones
También se llama borla al pequeño extremo que tienen algunos tipos de cuerda para guitarra y no necesitan de un amarre especial.[cita requerida]